# Zatōichi
Zatōichi (japanisch 座頭市) ist eine literarische Figur des japanischen Schriftstellers Kan Shimozawa. Zatoichi erlangte durch zahlreiche Verfilmungen und eine Fernsehserie nicht nur in Asien, sondern auch bei westlichen Anhängern von Martial-Arts-Filmen Popularität.

## Charakter
Zatōichi ist ein blinder Masseur, der die Schwertkampftechnik Kenjutsu  und Iaijutsu beherrscht. Ichi ist dabei der Name, Zatō ist der niedrigste Rang im Todoza, der damaligen Gilde für männliche Blinde. Er benutzt einen seltenen Kampfstil, bei dem er das in seinem Blindenstock versteckte Schwert einhändig und mit der Klinge nach unten anstatt nach oben führt.
Das Gehör des unauffälligen Mannes ist derartig ausgeprägt, dass er damit erfolgreich seinem Laster, dem Würfelspiel, nachgehen kann und auch Verbrecher aufs Kreuz legt, die den Blinden unterschätzen. Er zieht durchs Land und wird dabei immer wieder in Komplotte verwickelt, deren Lösung einer sicheren Schwertführung bedarf.
In einigen Darstellungen wird Zatōichi auch als sehender Samurai dargestellt, der sich nur als blind ausgibt.

## Filme
Von 1962 bis 1989 spielte der Schauspieler Shintarō Katsu die Kultfigur des Zatōichi und bereicherte das Jidai-geki-Genre in 26 Filmen und einer Fernsehserie. Die Filme bieten eine Mischung aus Wortwitz, Aktion und Slapstick, enthalten aber auch einen philosophischen Ansatz.
Die Verbindung aus tollpatschigem Blinden in einer oft grausamen Welt und tödlichem Kämpfer, der von allen unterschätzt wird, macht Zatōichi zu einer einzigartigen Figur.
Nach Katsus Tod nahm sich der Regisseur und Schauspieler Takeshi Kitano 2003 der Figur an und rief sie damit auch einem jüngeren Publikum ins Bewusstsein. Zatoichi – Der blinde Samurai wurde Kitanos bisher größter kommerzieller Erfolg.
| No. | Titel                                  | Jahr | Japanisch                  | Romanisierung                                  | Regisseur        |
| --- | -------------------------------------- | ---- | -------------------------- | ---------------------------------------------- | ---------------- |
| 1   | The Tale of Zatoichi                   | 1962 | 座頭市物語                 | Zatōichi monogatari                            | Kenji Misumi     |
| 2   | The Tale of Zatoichi Continues         | 1962 | 続・座頭市物語             | Zoku Zatōichi monogatari                       | Kazuo Mori       |
| 3   | New Tale of Zatoichi                   | 1963 | 新・座頭市物語             | Shin Zatōichi monogatari                       | Tokuzo Tanaka    |
| 4   | Zatoichi The Fugitive                  | 1963 | 座頭市兇状旅               | Zatōichi kyōjō-tabi                            | Tokuzo Tanaka    |
| 5   | Zatoichi on the Road                   | 1963 | 座頭市喧嘩旅               | Zatōichi kenka-tabi                            | Kimiyoshi Yasuda |
| 6   | Zatoichi and the Chest of Gold         | 1964 | 座頭市千両首               | Zatōichi senryō-kubi                           | Kazuo Ikehiro    |
| 7   | Zatoichi's Flashing Sword              | 1964 | 座頭市あばれ凧             | Zatōichi abare tako                            | Kazuo Ikehiro    |
| 8   | Fight, Zatoichi, Fight                 | 1964 | 座頭市血笑旅               | Zatōichi kesshō-tabi                           | Kenji Misumi     |
| 9   | Adventures of Zatoichi                 | 1964 | 座頭市関所破り             | Zatōichi sekisho-yaburi                        | Kimiyoshi Yasuda |
| 10  | Zatoichi's Revenge                     | 1965 | 座頭市二段斬り             | Zatōichi nidan-giri                            | Akira Inoue      |
| 11  | Zatoichi and the Doomed Man            | 1965 | 座頭市逆手斬り             | Zatōichi sakate-giri                           | Kazuo Mori       |
| 12  | Zatoichi and the Chess Expert          | 1965 | 座頭市地獄旅               | Zatōichi jigoku-tabi                           | Kenji Misumi     |
| 13  | Zatoichi's Vengeance                   | 1966 | 座頭市の歌が聞える         | Zatōichi no uta ga kikoeru                     | Tokuzo Tanaka    |
| 14  | Zatoichi's Pilgrimage                  | 1966 | 座頭市海を渡る             | Zatōichi umi o wataru                          | Kazuo Ikehiro    |
| 15  | Zatoichi's Cane Sword                  | 1967 | 座頭市鉄火旅               | Zatōichi tekka-tabi                            | Kimiyoshi Yasuda |
| 16  | Zatoichi the Outlaw                    | 1967 | 座頭市牢破り               | Zatōichi rōyaburi                              | Satsuo Yamamoto  |
| 17  | Zatoichi Challenged                    | 1967 | 座頭市血煙り街道           | Zatōichi chikemurikaidō                        | Kenji Misumi     |
| 18  | Zatoichi and the Fugitives             | 1968 | 座頭市果し状               | Zatōichi hatashijō                             | Kimiyoshi Yasuda |
| 19  | Samaritan Zatoichi                     | 1968 | 座頭市喧嘩太鼓             | Zatōichi kenka-daiko                           | Kenji Misumi     |
| 20  | Zatoichi Meets Yojimbo                 | 1970 | 座頭市と用心棒             | Zatōichi to Yōjinbō                            | Kihachi Okamoto  |
| 21  | Zatoichi Goes to the Fire Festival     | 1970 | 座頭市あばれ火祭り         | Zatōichi abare-himatsuri                       | Kenji Misumi     |
| 22  | Zatoichi Meets the One-Armed Swordsman | 1971 | 新座頭市・破れ！唐人剣     | Shin Zatōichi: Yabure! Tōjin-ken               | Kimiyoshi Yasuda |
| 23  | Zatoichi at Large                      | 1972 | 座頭市御用旅               | Zatōichi goyō-tabi                             | Kazuo Mori       |
| 24  | Zatoichi in Desperation                | 1972 | 新座頭市物語・折れた杖     | Shin Zatōichi monogatari: Oreta tsue           | Shintaro Katsu   |
| 25  | Zatoichi's Conspiracy                  | 1973 | 新座頭市物語・笠間の血祭り | Shin Zatōichi monogatari: Kasama no chimatsuri | Kimiyoshi Yasuda |
| 26  | Zatoichi: Darkness Is His Ally         | 1989 | 座頭市                     | Zatōichi                                       | Shintaro Katsu   |

- 2003: Zatoichi – Der blinde Samurai
- 2010: Zatoichi – The Last

Das US-amerikanische Label The Criterion Collection veröffentlichte die ersten 25 Filme des Zyklus in einer DVD sowie einer Blu-Ray-Box.
- Anmerkung: Die angegebenen englischen Titel sind die allgemein kommerziell verwendeten und sind daher keine unmittelbaren Übersetzungen der japanischen Originaltitel.

### Fernsehserie
Von 1974 bis 1979 wurde in Japan eine 100-teilige Zatōichi-Fernsehserie in vier Staffeln produziert mit Shintaro Katsu in der Hauptrolle:
- 26 Folgen, 1974
- 29 Folgen, 1976
- 19 Folgen, 1978
- 26 Folgen, 1979

Die meisten der Geschichten im Fernsehen sind Originalstücke, aber einige sind im Wesentlichen redigierte Remakes von kompletten Zatoichi-Filmen des vorherigen Jahrzehnts wie beispielsweise Staffel 1 Folge 14, Fighting Journey with Baby in Tow und Staffel 1, Folge 16, The Winds From Mt. Akagi.
Die 1. Staffel der Fernsehserie wurde mit englischen Untertiteln von Media Blasters / Tokyo Shock herausgebracht.

### US-amerikanische Neuverfilmung
1989 ließ sich Hollywood von den Geschichten um den blinden japanischen Masseur inspirieren und produzierte die von Phillip Noyce gedrehte Neuverfilmung Blinde Wut (1989) mit Rutger Hauer in der Rolle eines blinden Vietnamveteranen.